# Xanthorhoe insulariata
Xanthorhoe insulariata är en fjärilsart som beskrevs av Hans Daniel Johan Wallengren 1860. Xanthorhoe insulariata ingår i släktet Xanthorhoe och familjen mätare. Inga underarter finns listade i Catalogue of Life.